# Melanthoides
Melanthoides is een geslacht van kevers uit de familie  
kniptorren (Elateridae).
Het geslacht is voor het eerst wetenschappelijk beschreven in 1865 door Candèze.

## Soorten
Het geslacht omvat de volgende soorten:
- Melanthoides apicalis Schwarz
- Melanthoides bomaensis Candèze, 1897
- Melanthoides brunneus Fleutiaux, 1935
- Melanthoides duporti Fleutiaux, 1928
- Melanthoides gestroi Candèze, 1878
- Melanthoides lamottei Girard, 1991
- Melanthoides latimanus Candèze, 1865
- Melanthoides ligneus Candèze, 1878
- Melanthoides luteipes Candèze, 1882
- Melanthoides niger Schwarz, 1900
- Melanthoides nitidus Candèze, 1880
- Melanthoides partitus Candèze, 1897
- Melanthoides relegatus Candèze, 1889
- Melanthoides similis Fleutiaux, 1902
- Melanthoides suturalis Candèze, 1893
- Melanthoides tristis Candèze, 1893